# Bettina Munk

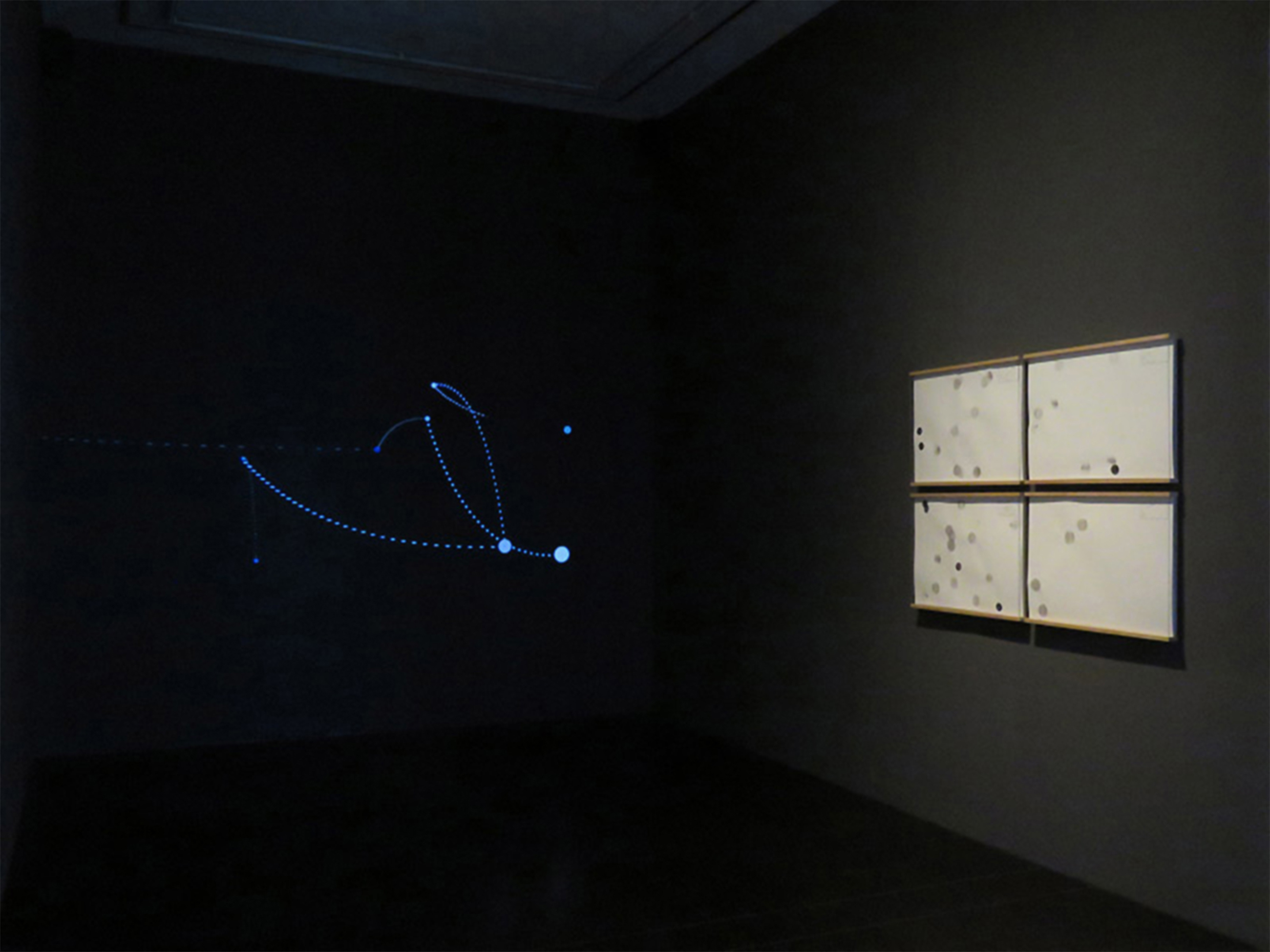
Installation ORIGIN, Zeichnungsräume I, Kunsthalle Hamburg, 2016

Bettina Munk (* 1960 in München, aufgewachsen in Heidelberg) ist eine deutsche Künstlerin. Sie lebt in Berlin.

## Leben
Bettina Munk studierte 1980 bis 1986 an der Universität der Künste Berlin bei Shinkichi Tajiri und 1985 bis 1986 an der Slade School of Fine Art in London. Von 1992 bis 1999 lebte sie in New York. Sie ist verheiratet mit dem Zeichner Malte Spohr.

## Werk
Bettina Munks Arbeiten mit unterschiedlichsten Medien liegen Konzepte der Wahrscheinlichkeit und der Partizipation zugrunde. Ihre raumgreifenden Installationen werden nur nacheinander im Hindurchgehen erfahrbar, ihre Installationen in Licht und Dunkel zeigen Umbruchsituationen. Ihre Serien von Zeichnungen, im Zusammenwirken mit Computeranimationen beruhen auf dem Prinzip des Zufalls in der Tradition der Chance Operations von John Cage.
Nach den ersten Installationen in situ an kunstfernen Orten in Berlin, im Tiefbunker unter der Stresemannstraße und im Keller eines Güterschuppens am ehemaligen Görlitzer Bahnhof erhielt sie ein Stipendium am P.S.1  Contemporary Art Center in New York. Ihre Installationen aus der New Yorker Zeit wurden im Goethe-Haus New York und im KW Institute for Contemporary Art Berlin gezeigt. 
Ab 2000 wendete sich Munk verstärkt dem Medium Zeichnung zu, das sie zusammen mit Computeranimationen in Installationen präsentiert. „Interaktionen zwischen der gezeichneten Linie an der Wand und der animierten Linie im Computer entwickeln völlig andere Formen graphischer Wahrnehmung“, heißt es dazu auf der Website der Hamburger Kunsthalle zur Ausstellung „Zeichnungsräume“.
Seit 2011 betreibt Munk auch die Website Lines Fiction, auf der sich internationale Künstler mit ihren Zeichnungen & Animationen versammeln.
2020 veröffentlichte sie im Carl Hanser Verlag den Roman Aufprall, den sie im Kollektiv mit der Autorin Karin Wieland und dem Soziologen Heinz Bude geschrieben hatte.

## Ausstellungen (Auswahl)
- 1987: Bunker International, im Tiefbunker unter der Stresemannstraße Berlin
- 1988: Hamburg-Spanien. Die Reise, im Keller eines Güterschuppens am ehemaligen Görlitzer Bahnhof Berlin
- 1991: Künstlerhaus Bethanien, Der Rote Faden
- 1991: NGBK Berlin; Interferenzen – Kunst aus Westberlin 1960-1990, Spy-Spy, Riga Lettland und St. Petersburg RU; Sezon Museum of Modern Art, Tokyo, Entrance-Entrance, A Double Mentality, reist durch Japan, Hongkong, Singapur
- 1992: MOMA P.S.1, New York; In Their Own Image, Science Times[8]
- 1994: Goethe Haus New York, New York; Cover Up
- 1994: KW Institute for Contemporary Art, Berlin; Fragen
- 1997: Brooklyn Museum of Art, New York; Current Undercurrent: Working in Brooklyn
- 1999: Montag Stiftung, Brückenköpfe Erpel-Remagen; Verborgene Orte, verschwunden,
- 2005: Museum gegenstandsfreier Kunst,  Otterndorf; wysiwyg
- 2011: Galerie Fruehsorge, Berlin; Lines Fiction Drawing&Animation
- 2016: Horst Janssen Museum, Oldenburg; Move the Line
- 2016: Hamburger Kunsthalle, Hamburg, Zeichnungsräume I, Origin,
- 2017: Hamburger Kunsthalle, Hamburg; Zeichnungsräume II, Lines Fiction
- 2017: Galerie Inga Kondeyne, Berlin; Fiction or Not (mit Malte Spohr)
- 2018: basement, Wien; Das bewegte Bild – das Bild bewegt (mit Norbert Trummer)
- 2019: Guardini Galerie, Berlin; Fragment, Glimpse

## Auszeichnungen
- 1988: Arbeitsstipendium, Senatsverwaltung für Kulturelle Angelegenheiten Berlin
- 1991: Atelieraufenthalt, Künstlerhaus Bethanien, Berlin
- 1992/93: MOMA P.S.1 Contemporary Art Center New York, Senatsverwaltung für Kulturelle Angelegenheiten Berlin
- 1995: Arbeitsstipendium, Senatsverwaltung für Kulturelle Angelegenheiten Berlin
- 2005: Buchprojekt „Hundert Zeichnungen“, Weidle Verlag Bonn / Stiftung Kunstfonds Bonn